# Јарослава Махучих
Јарослава Олексијевна Махучих (укр. Ярослава Олексіївна Магучіх; рус. Ярослава Алексеевна Магучих; Дњепропетровск, 19. септембар 2001) је украјинска атлетичарка, светска рекордерка у  скоку у вис. Освојила је бронзану медаљу на Летњим олимпијским играма 2020. и златну медаљу на играма 2024. у Паризу. Освојила је сребрну медаљу на Светским првенстивима 2019. и 2022., златну медаљу на Светском првенству 2023. и златну медаљу на Светском првенству у дворани 2022.
У 2021. скочила је свој лични рекорд у дворани 2.06 м, што је тада био и апсолутни национални рекорд. На митингу Дијамантске лиге у Паризу 7. јула 2024., Махучих је скочила 2,10 м, чиме је оборила светски рекорд који је 37 година држала Стефка Костадинова.

## Каријера
Јарослава Махучих почела је да тренира скок у вис са 13 година, и већ за две године је значајно напредовала. Са 15 година освојила је златну медаљу на Светском првенству за млађе јуниоре у Најробију 2017. Скоком од 1.92 м изједначила је рекорд Светског првенства за млађе јуниоре који је од 2003. држала њена земљакиња Иринa Коваленко. Неколико недеља касније, победила је у скоку у вис на Европском олимпијском фестивалу младих 2017. у Ђеру са 1,89 м.
Током сезоне у дворани 2019, Махучих је скочила 1,99 м у Хустопечу и изједначила светски рекорд за јуниорке којeг је држала Вашти Канингем. У сезони на отвореном, победила је на отварању Дијамантске лиге у Дохи са личним рекордом на отвореном од 1,96 м и постала најмлађа атлетичарка икада која је победила у Дијамантској лиги са 17 година и 226 дана. У септембру је скочила 1,89 м на финалу Дијамантске лиге у Бриселу, завршивши укупно на шестом месту. Касније тог месеца, скочила је 2,04 м на Светском првенству у Дохи, освојивши сребрну медаљу и оборивши светски рекорд за јуниорке. Махучих је те године изабрана за европску атлетску женску звезду у успону.
У јануару 2020. Махучих је у Лавову скочила 2,01 м, што је био нови светски рекорд у дворани за јуниорке. Овај рекорд је надмашила неколико дана касније када је скочила 2,02 м у Карлсруеу.
У фебруару 2021. Махучих је прескочила 2,06 м у дворани у Банској Бистрици, највише што је нека жена икада скочила у затвореном простору од 2012. У марту је освојила златну медаљу на Европском првенству у дворани. У јулу је освојила златну медаљу на Европском првенству за млађе сениоре. Махучих је у августу освојила бронзану медаљу у скоку у вис на Летњим олимпијским играма 2020. у Токију. У септембру је освојила сребрну медаљу на финалу Дијамантске лиге у Цириху скоком од 2,03 м.
У марту 2022., неколико дана након бекства од рата у Украјини, Махучих је освојила златну медаљу у скоку увис на Светском првенству у дворани у Београду. Морала је, тим поводом, да пређе аутомобилом 2000 км од Украјине до Србије. Након тога се преселила у Немачку да тренира док се рат наставио у њеној земљи. Касније те године, Махучих је освојила сребрну медаљу на Светском првенству у Јуџину и златну медаљу на Европском првенству у Минхену. У септембру је победила у скоку у вис на митингу Дијамантске лиге у Бриселу са 2,05 м, што је и украјински национални рекорд на отвореном. Касније тог месеца, победила је у финалу Дијамантске лиге у Цириху скоком од 2,03 м, 9 см испред другопласиране. Махучих је освојила пет од седам такмичења у скоку у вис у Дијамантској лиги 2022.
У марту 2023. Махучих је освојила златну медаљу на Европском првенству у дворани. У јулу је освојила златну медаљу на Светском првенству.
Махучих је постала Светска првакиња у Будимпешти 2023, Олимпијска првакиња у Паризу 2024 и Европска првакиња у дворани у Апелдорну 2025.

## Међународна такмичења
| Година | Такмичење                           | Место                         | Позиција | Дисциплина | Резултат | Белешка |
| ------ | ----------------------------------- | ----------------------------- | -------- | ---------- | -------- | ------- |
| 2017.  | Светско првенство за млађе јуниоре  | Најроби, Кенија               | 1.       | Скок увис  | 1,92 м   | РСПј    |
| 2017.  | Европски олимпијски фестивал младих | Ђер, Мађарска                 | 1.       | Скок увис  | 1,89 м   |         |
| 2018.  | Европско првенство за млађе јуниоре | Ђер, Мађарска                 | 1.       | Скок увис  | 1,94 м   | ЕРП     |
| 2018.  | Олимпијске игре младих              | Буенос Аирес, Аргентина       | 1.       | Скок увис  | 1,95 м   |         |
| 2019.  | Европско првенство за јуниоре       | Борос, Шведска                | 1.       | Скок увис  | 1,92 м   |         |
| 2019.  | Светско првенство                   | Доха, Катар                   | 2.       | Скок увис  | 2,04 м   | СРј     |
| 2021.  | Европско првенство у дворани        | Торуњ, Пољска                 | 1.       | Скок увис  | 2,00 м   |         |
| 2021.  | Европско првенство за млеђе сениоре | Талин, Естонија               | 1.       | Скок увис  | 2,00 м   | РСПмс   |
| 2021.  | Олимпијске игре                     | Токио, Јапан                  | 3.       | Скок увис  | 2,00 м   |         |
| 2022.  | Светско првенство у дворани         | Београд, Србија               | 1.       | Скок увис  | 2,02 м   |         |
| 2022.  | Светско првенство                   | Јуџин, САД                    | 2.       | Скок увис  | 2,02 м   |         |
| 2022.  | Европско првенство                  | Минхен, Немачка               | 1.       | Скок увис  | 1,95 м   |         |
| 2023.  | Европско првенство у дворани        | Истанбул, Турска              | 1.       | Скок увис  | 1,98 м   |         |
| 2023.  | Европско екипно првенство           | Хожов, Пољска                 | 1.       | Скок увис  | 1,97 м   |         |
| 2023.  | Светско првенство                   | Будимпешта, Мађарска          | 1.       | Скок увис  | 2,01 м   |         |
| 2024.  | Светско првенство у дворани         | Глазгов, Уједињено Краљевство | 2.       | Скок увис  | 1,97     |         |
| 2024.  | Европско првенство                  | Рим, Италија                  | 1.       | Скок увис  | 2,01 м   |         |
| 2024.  | Олимпијске игре                     | Париз, Француска              | 1.       | Скок увис  | 2,00 м   |         |
| 2025.  | Европско првенство у дворани        | Апелдорн, Холандија           | 1.       | Скок увис  | 1,99 м   |         |
| 2025.  | Светско првенство у дворани         | Нанкинг, Кина                 | 3.       | Скок увис  | 1,95     |         |

## Награде
- Награда Пјотр Нуровски: Најбоља млада спортисткиња Европе (2019)[22]
- Европска атлетичарка године: Женска звезда у успону (2019)
- Европска атлетичарка године: Најбоља сениорка (2024)[23]
- Светска атлетичарка године у избору Светске атлетике (2024)
- Члан 3. класе Ордена кнегиње Олге (2021)[24]
- Члан 2. класе Ордена кнегиње Олге (2023)[25]
- Члан 1. класе Ордена кнегиње Олге (2024)[26]

### Освајачице медаља у скоку у вис за жене
- Олимпијске игре
- Светска првенства на отвореном
- Светска првенства у дворани
- Европска првенства на отвореном
- Европска првенства у дворани

### Развој рекорда у скоку увис за жене
- Развој светског рекорда у скоку увис за жене на отвореном
- Развој светског рекорда у скоку увис у дворани за жене
- Развој рекорда европских првенстава у атлетици на отвореном — скок увис за жене
- Развој рекорда европских првенстава у атлетици у дворани — скок увис за жене